# جرافتون
في الفيزياء، الجرافتون أو الغرافتون (بالجيم المصرية) هو جسيم أولي افتراضي حامل لقوة الجاذبية في اطار نظرية الحقل الكمومي. في حال وجوده، يجب أن يكون الجرافتون عديم الكتلة (قوة الجاذبية ذات مدى لانهائي)، وبوزون ذو عدد كم مغزلي مساو ل 2. ذلك بسبب أن أصل الجاذبية هو موتر اجهاد – طاقة من الدرجة الثانية. بالإضافة من الممكن ملاحظة أن أي مجال عديم الكتلة وذو عدد كم مغزلي مساو ل 2 سيتعذر تمييزه عن الجاذبية، بسبب أن المجال عديم الكتلة ذو عدد كم مغزلي مساو ل 2 يجب أن يتفاعل مع موتر الاجهاد-الطاقة بنفس طريقة تفاعل حقل الجاذبية. تقترح هذه النتيجة أنه إذا تم اكتشاف جسيم عديم الكتلة وذو عدد كم مغزلي ل 2 فإنه يجب أن يكون الجرافتون، بحيث أن التحقق التجريبي الوحيد المطلوب للجرافتون هو ببساطة اكتشاف جسيم عديم الكتلة وذو عدد كم مغزلي مساو ل 2.